# Erginulus serratofemoralis
Erginulus serratofemoralis is een hooiwagen uit de familie Cosmetidae.